# Лесное (Шосткинский район)
Лесное (укр. Лісне) — село,
Собичский сельский совет,
Шосткинский район,
Сумская область,
Украина.
Код КОАТУУ — 5925386602. Население по переписи 2001 года составляло 14 человек.

## Географическое положение
Село Лесное находится в 5-и км от левого берега реки Десна.
Село окружено большим лесным массивом урочище Большой Бор (сосна).